# 邱丹
邱丹（2000年7月11日—） ，為台灣棒球選手，曾效力於中華職棒樂天桃猿，守備位置為外野手。

## 生平
邱丹在青少棒時期曾在比賽中弄斷腰骨，仍堅持上場完成比賽，但也因為如此未獲得青棒名門學府的青睞，就讀普門高中第三屆成員。青棒時期曾入選U-18世界盃棒球賽國手，被認為是當屆守備最好的外野手。高中畢業後由於家境因素，投入季中選秀，被Lamigo桃猿以第三指名（全選秀會第十二順位）選進，8月16日以300萬簽約金簽下，被認為可接班桃猿隊的中外野手位置。
- 2018年3月4日於106學年度高中木棒組第四階段賽程的八強賽中面對美和中學，三局上一次揮擊咬中偏高球，強力拉向右外野，將棒子甩出（但該球形成界外），引起大聯盟作家Sung Min Kim的注意，並在推特上分享[5]。
- 2019年4月6日於桃園球場之Lamigo桃猿對戰中信兄弟之例行賽（年度場次第19場），分別擊出生涯首安(五局下 艾迪頓)、生涯首打點(七局下 艾迪頓)。[6]
- 2021年4月25日生涯首MVP

2024年6月10日凌晨，邱丹於國道一號北上304.5公里台南麻豆路段，因酒駕發生自撞護欄事故；樂天桃猿球團依照球團與球員契約規定，於2024年6月11日予以解除合約。

## 經歷
- 高雄市前鎮區復興國小少棒隊
- 高雄市忠孝國中青少棒隊
- 高雄市私立普門高級中學青棒隊
- 中華職棒Lamigo桃猿（2018年8月－2019年12月16日）
- 中華職棒樂天桃猿（2019年12月17日－2024年6月11日）

## 職棒生涯成績
| 年度 | 球隊       | 出賽 | 打數 | 安打 | 全壘打 | 打點 | 盜壘 | 三振 | 四死 | 壘打數 | 雙殺打 | 打擊率 | 上壘率 | 長打率 | OPS   |
| ---- | ---------- | ---- | ---- | ---- | ------ | ---- | ---- | ---- | ---- | ------ | ------ | ------ | ------ | ------ | ----- |
| 2019 | Lamigo桃猿 | 12   | 24   | 5    | 0      | 1    | 0    | 5    | 2    | 6      | 0      | 0.208  | 0.269  | 0.250  | 0.519 |
| 2020 | 樂天桃猿   | 2    | 8    | 2    | 0      | 1    | 0    | 2    | 1    | 0      | 0      | 0.250  | 0.333  | 0.250  | 0.583 |
| 2021 | 樂天桃猿   | 102  | 283  | 73   | 3      | 46   | 1    | 47   | 20   | 96     | 12     | 0.258  | 0.313  | 0.339  | 0.652 |
| 2022 | 樂天桃猿   | 59   | 130  | 34   | 0      | 13   | 1    | 17   | 9    | 39     | 2      | 0.262  | 0.305  | 0.300  | 0.605 |
| 2023 | 樂天桃猿   | 25   | 88   | 27   | 0      | 9    | 0    | 7    | 2    | 35     | 5      | 0.367  | 0.319  | 0.398  | 0.717 |
| 2024 | 樂天桃猿   | 4    | 10   | 2    | 0      | 1    | 0    | 3    | 3    | 3      | 0      | 0.200  | 0.385  | 0.300  | 0.685 |
| 合計 | 6年        | 204  | 543  | 143  | 3      | 71   | 2    | 81   | 37   | 181    | 19     | 0.263  | 0.312  | 0.333  | 0.645 |

## 外部連結
- 邱丹在台灣棒球維基館上的頁面（繁體中文）
- 邱丹在中華職棒官網 （中文）和Baseball-Reference （英文）上的頁面
- 邱丹的Facebook專頁
- 邱丹的Instagram帳戶